# Edwin Austin Abbey
Edwin Austin Abbey (ur. 1 kwietnia 1852 w Filadelfii, zm. 1 sierpnia 1911 w Londynie) – amerykański malarz, grafik i ilustrator.

## Dzieciństwo i młodość
Był synem Williama Maxwella Abbey`a, maklera handlowego oraz Margery Ann Kiple. Jego jedyne formalne szkolenie artystyczne odbyło się w 1868 r. w Pennsylvania Academy of the Fine Arts (Akademii Sztuk Pięknych), gdzie brał udział w wieczornych zajęciach, które prowadził Christian Schussele.

## Przebieg kariery
W 1871 r. Abbey rozpoczął długoletnią współpracę jako ilustrator nowojorskiej firmy wydawniczej Harper & Brothers. Abbey wszedł do branży wydawniczej w szczęśliwym czasie, ponieważ popularne czasopisma coraz częściej korzystały z ilustracji towarzyszących reportażom, felietonom i utworom literackim. Kiedy zaczynał w wydawnictwie Harper, firma wykorzystywała drzeworyty do tłumaczenia rysunków do publikacji. Najbardziej udanymi ilustratorami byli wykwalifikowani kreślarze, którzy potrafili zwięźle przedstawić scenę, nie tracąc przy tym szczegółów w druku. W miarę jak Abbey doskonalił swoje umiejętności rysowania, jego zadania stawały się coraz bardziej złożone — od wiadomości i artykułów fabularnych, przez materiały historyczne i podróżnicze, po sztuki i poezję. 
Początkowo pracował w Nowym Jorku i był popularnym ilustratorem czasopism (m.in. Harper's Weekly), akwarelistą i malarzem scen historycznych. W 1878 r. przeniósł się do Londynu, gdzie został pełnym członkiem Royal Academy (1898). Był również członkiem National Academy of Design i The American Academy of Arts and Letters.

## Twórczość
Silne linie konturowe, kontrasty tonalne oraz proste, ale sugestywne kostiumy i dekoracje były cechami charakterystycznymi wczesnych prac Abbey`a. Jego pierwszym rysunkiem towarzyszącym tematowi literackiemu był wiersz Roberta Herricka „Corinna's Going A-Maying”, opublikowany w Harper's New Monthly Magazine (maj 1874). Wiersz był również tematem pierwszego obrazu olejnego Abbey (1890). Wydawnictwo Harper publikowało także książki ilustrowane przez Abbey`a (zwykle po ukazaniu się rysunków w czasopismach), w tym wydania Opowieści bożonarodzeniowych Charlesa Dickensa (1875), Selections from the Poetry of Robert Herrick (1882), She Stoops to Conquer Olivera Goldsmitha (1887) oraz Old Songs (1889). Abbey od czasu do czasu zwracał się do innych wydawców, takich jak: Scribner, Armstrong & Co. Popular History of the United States (1876-1881) wydawnictwa Bryant i Gay's, zawierało prace najlepszych ilustratorów tamtych czasów, takich jak: Winslow Homer, Alfred Kappes i Charles Mente, jak również samego Abbey`a.
Najbardziej znane prace Abbey`a to cykl fresków w Boston Public Library zatytułowany Poszukiwanie św. Graala i portret koronacyjny Edwarda VII.